# Jean-Pierre Kahane
Jean-Pierre Kahane (Párizs, 1926. december 11. – Párizs, 2017. június 21.) francia matematikus, a matematikai tudomány doktora, a Francia Természettudományi Akadémia rendes, a Magyar Tudományos Akadémia tiszteleti tagja.

## Életútja
A párizsi École normale supérieure-ben szerzett matematikusi oklevelet 1949-ben. 1949-től 1954-ig a párizsi Nemzeti Tudományos Kutatóközpont (Centre national de la recherche scientifique) gyakornoka, majd tudományos segédmunkatársa volt. 1954-ben megszerezte a tudományok doktora címet, ezt követően 1961-ig tanársegédi, illetve egyetemi tanári címmel a Montpellier-i Egyetemen tanított. 1961-ben az Dél-párizsi Egyetemen a matematika egyetemi tanárává nevezték ki. Itt tanított 1994-es nyugdíjazásáig. 1994-től az egyetem professor emeritusa volt. 1975-től 1978-ig az egyetem rektori feladatait is ellátta.

## Munkássága
Fő kutatási területe a komplex függvényeket vizsgáló analitikus számelmélet. Behatóan foglalkozott kvázianalitikus és periodikus függvényekkel, trigonometrikus függvénysorokkal, valamint ezek approximációelméletével, azaz egyszerű függvényekkel való megközelítésük lehetőségeivel. Tanulmányozta a Dirichlet-sorok kiterjesztési lehetőségeit, a Fourier-transzformáció és az abszolút konvergens Fourier-sorok elméletét.
Az 1980-as évektől foglalkozott a matematika tudománytörténetével is, mások mellett tanulmányokat írt a magyar Fejér Lipót és Pólya György matematikusi munkásságáról is.

## Társasági tagságai és elismerései
1982-ben a Francia Természettudományi Akadémia levelező, 1998-ban rendes tagja lett. 1988-ban a Magyar Tudományos Akadémia tiszteleti tagjává választották. 1972–1973-ban a Francia Matematikai Társaság (Société mathématique de France), 1974–1978-ban a Francia Matematikusok Nemzeti Bizottsága (Comité national français de mathématiciens), 1982–1990-ben a Nemzetközi Matematikatanítási Bizottság (Commission internationale de l’enseignement mathématique) elnöki tisztét töltötte be.
Tudományos eredményei elismeréseként 2002-ben a francia Becsületrend lovagja lett.

## Főbb művei
- Sur quelques problèmes d'unicité et de prolongement relatifs aux fonctions approchables par des sommes d'exponentielles. 1954. (Doktori disszertáció)
- Ensembles parfaits et séries trigonométriques. Paris, 1963. (Raphaël Salemmel)
- Séries de Fourier aléatoires. Montréal, 1966.
- Some random series of functions. Lexington, 1968.
- Séries de Fourier absolument convergentes. Berlin–New York, 1970.